# Stanislaw Bazjkow
Stanislaw Aljaksandravitsj Bazjkow (Wit-Russisch: Станіслаў Аляксандравіч Бажкоў) (Orsja, 4 november 1991) is een Wit-Russisch wielrenner die anno 2019 rijdt voor Minsk Cycling Club.

## Carrière
In 2009 won Bazjkow als junior het eindklassement van de Coupe du Président de la Ville de Grudziądz en werd hij onder meer derde in de tweede etappe van de Vredeskoers voor junioren. In 2010, zijn eerste jaar bij de beloften, werd Bazjkow vijfde in de ZLM Tour. Zo'n twee maanden later won hij de sprint van een achtervolgend groepje in de derde etappe van de Carpathia Couriers Path. Echter, Adrian Honkisz was drie seconden eerder solo als eerste over de finish gekomen. In augustus nam Bazjkow met de Wit-Russische selectie deel aan de Ronde van de Toekomst.
In 2011 wist Bazjkow vierde te worden op het nationaal kampioenschap tijdrijden en achttiende op het Europees wegkampioenschap. Zijn seizoen sloot hij af op het Wereldkampioenschap voor beloften, waar hij de door Arnaud Démare gewonnen wegwedstrijd niet uitreed. In 2012 reed Bazjkow voor Palazzago Elledent Rad Logistica, een Italiaans clubteam. Vroeg in het seizoen, in april, wist de Wit-Rus tot tweemaal toe bijna te winnen: in de Trofeo Piva moest hij enkel Jay McCarthy voor zich dulden, acht dagen later werd hij derde in de Giro del Belvedere. In juni werd derde op het nationaal kampioenschap tijdrijden en vierde in de wegrit. In de Ronde van de Aostavallei, een Italiaanse beloftenwedstrijd, werd hij tweede in de vijfde etappe, op vijftien seconden van winnaar Aleksej Loetsenko. Zijn seizoen sloot hij af met een derde plaats in de GP Capodarco. In het seizoen 2013 reed Bazjkou slechts één UCI-wedstrijd: in de Giro del Belvedere werd hij zevende. In 2014 werd Bazjkow voor de vierde maal in zijn loopbaan vierde op het nationale kampioenschap: ditmaal (net als in 2011) in de tijdrit. Twee dagen later wist hij twaalfde te worden in de wegwedstrijd.
Voor het seizoen 2015 tekende Bazjkow een contract bij Minsk Cycling Club. Zijn officiële debuut maakte hij in de Sotsji Cup, die hij niet uitreed. In zowel de Ronde van Koeban als de Grote Prijs van Adygea wist Bazjkow vervolgens het bergklassement op zijn naam te schrijven. In de Ronde van China I werd hij, na onder meer een derde plaats in de zesde etappe, derde in het eindklassement. Daarnaast won hij het bergklassement met een voorsprong van twaalf punten op Aleksandr Sjoesjemoin. In 2016, zijn tweede seizoen bij Minsk CC, schreef Bazjkow twee bergklassementen op zijn naam: die van de Ronde van Bulgarije en de Ronde van China II. In oktober behaalde hij zijn eerste profoverwinning door in de derde etappe van de Ronde van Sharjah Adil Jelloul en Tesfom Okubamariam naar de dichtste ereplaatsen te verwijzen. Door in de drie ritten in lijn telkens bij de beste vijf renners te eindigen verzamelde Bazjkow genoeg punten om het puntenklassement op zijn naam te schrijven. Een dag na de Ronde van Sharjah werd hij achttiende in de door zijn ploeggenoot Sjarhej Papok gewonnen UAE Cup. In november nam hij deel aan de Ronde van Fuzhou, waar hij in de derde etappe naar de tweede plaats sprintte. In het bergklassement eindigde hij, met een achterstand van zes punten op Rahim Ememi, op de tweede plaats. Een jaar later werd de Iraniër echter geschorst vanwege een positieve dopingtest, waarna Bazjkow een plek doorschoof.
In 2017 nam Bazjkow deel aan de Grote Prijs van de Etruskische Kust, de eerste Italiaans wedstrijd van het seizoen. In deze wedstrijd, die werd gewonnen door Diego Ulissi, eindigde de Wit-Rus op plek 36. Twee weken later werd hij zevende in de GP Laguna Poreč, waarna hij naar Gabon vertrok om deel te nemen aan La Tropicale Amissa Bongo. Hier sprintte hij in de eerste twee etappes naar de derde plek, alvorens de derde etappe op zijn naam te schrijven. Door zijn overwinning nam hij de leiding in het algemeen klassement over van Mikel Aristi. Die leiding raakte hij een dag later weer kwijt aan Yohann Gène. In april won hij de openingsetappe in de Ronde van Mersin, waarna hij zijn leiderstrui de overige twee etappes met succes verdedigde en zo het algemeen klassement op zijn naam schreef. Twee maanden later werd hij voor de eerste maal in zijn loopbaan nationaal kampioen tijdrijden. Als nationaal kampioen stond hij in juli aan de start van de Ronde van het Qinghaimeer. In de derde etappe won hij de sprint van een groep van zeven renners, waardoor hij de leiderstrui overnam van Dušan Rajović. Die leidende positie raakte hij een dag later weer kwijt aan Davide Mucelli. In september eindigde hij in alle zeven ritten van de Ronde van Bulgarije, die voor het eerst was opgedeeld in twee wedstrijden (Noord en Zuid), waardoor hij op de vijfde plek in het algemeen klassement van de Noord-editie eindigde en op de tweede plek van de Zuid-editie. Daarnaast won hij het bergklassement van de Ronde van Bulgarije-Zuid. Na zijn deelname aan het wereldkampioenschap, waar Bazjkow de wegwedstrijd niet uitreed, won hij in november het bergklassement van de Ronde van Fuzhou.
In 2018 werd hij Wit-Russisch kampioen op de weg.

## Overwinningen
2009
Eindklassement Coupe du Président de la Ville de Grudziądz
2015
Bergklassement Ronde van Koeban
Bergklassement Grote Prijs van Adygea
Bergklassement Ronde van China I
2016
Bergklassement Ronde van Bulgarije
Bergklassement Ronde van China II
3e etappe Ronde van Sharjah
Puntenklassement Ronde van Sharjah
Bergklassement Ronde van Fuzhou
2017
3e etappe La Tropicale Amissa Bongo
Puntenklassement La Tropicale Amissa Bongo
1e etappe Ronde van Mersin
Eind- en puntenklassement Ronde van Mersin
 Wit-Russisch kampioen tijdrijden, Elite
3e etappe Ronde van het Qinghaimeer
Bergklassement Ronde van Bulgarije-Zuid
Bergklassement Ronde van Fuzhou
2018
2e etappe Vijf ringen van Moskou
 Wit-Russisch kampioen op de weg, Elite
2019
1e etappe Ronde van Kayseri

## Resultaten in voornaamste wedstrijden
|      | \| Jaar \| \| WK op de weg \| \| ---- \| \| ------------ \| \| 2017 \| \| opgave \| |              |
| Jaar |                                                                                     | WK op de weg |
| 2017 |                                                                                     | opgave       |

## Ploegen
- 2015 –  Minsk Cycling Club
- 2016 –  Minsk Cycling Club
- 2017 –  Minsk Cycling Club
- 2018 –  Minsk Cycling Club
- 2019 –  Minsk Cycling Club

Bazjkow · Ivasjkin · Karaljok · Klimjankow · Moezytsjkin · Papok · Ramanaw · Samojlaw · Sjemetaw · Sjoemaw · Sobal · Strokaw · Vorganov